# Alopoglossus
Alopoglossus es un género de reptiles escamosos de la familia Gymnophthalmidae. Las especies de este género de pequeñas lagartijas se distribuyen por el norte y centro de Sudamérica, con mayor diversidad de especies en Ecuador y Perú. Sus rangos altitudinales no superan los 1500 m s. n. m. (metros sobre el nivel del mar), y son más frecuentes entre los 100 y 800 m s. n. m. Son especies terrestres que viven en la hojarasca.

## Especies
Tiene descritas 7 especies:
- Alopoglossus angulatus (Linnaeus, 1758)
- Alopoglossus atriventris Duellman, 1973
- Alopoglossus buckleyi (O’Shaughnessy, 1881)
- Alopoglossus copii Boulenger, 1885
- Alopoglossus festae Peracca, 1904
- Alopoglossus lehmanni Ayala & Harris, 1984
- Alopoglossus viridiceps Torres-Carvajal & Lobos, 2014